# Loop current

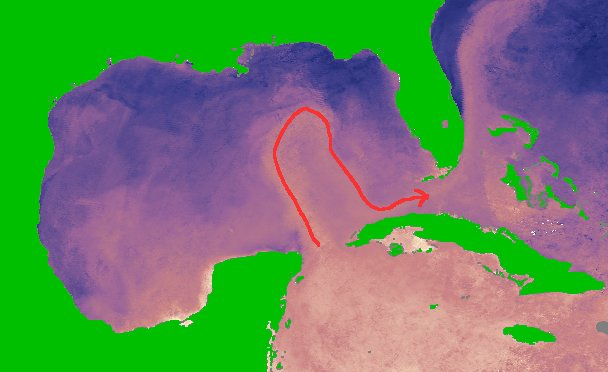
De warme loop current is duidelijke te onderscheiden in het koelere water van de Golf van Mexico.

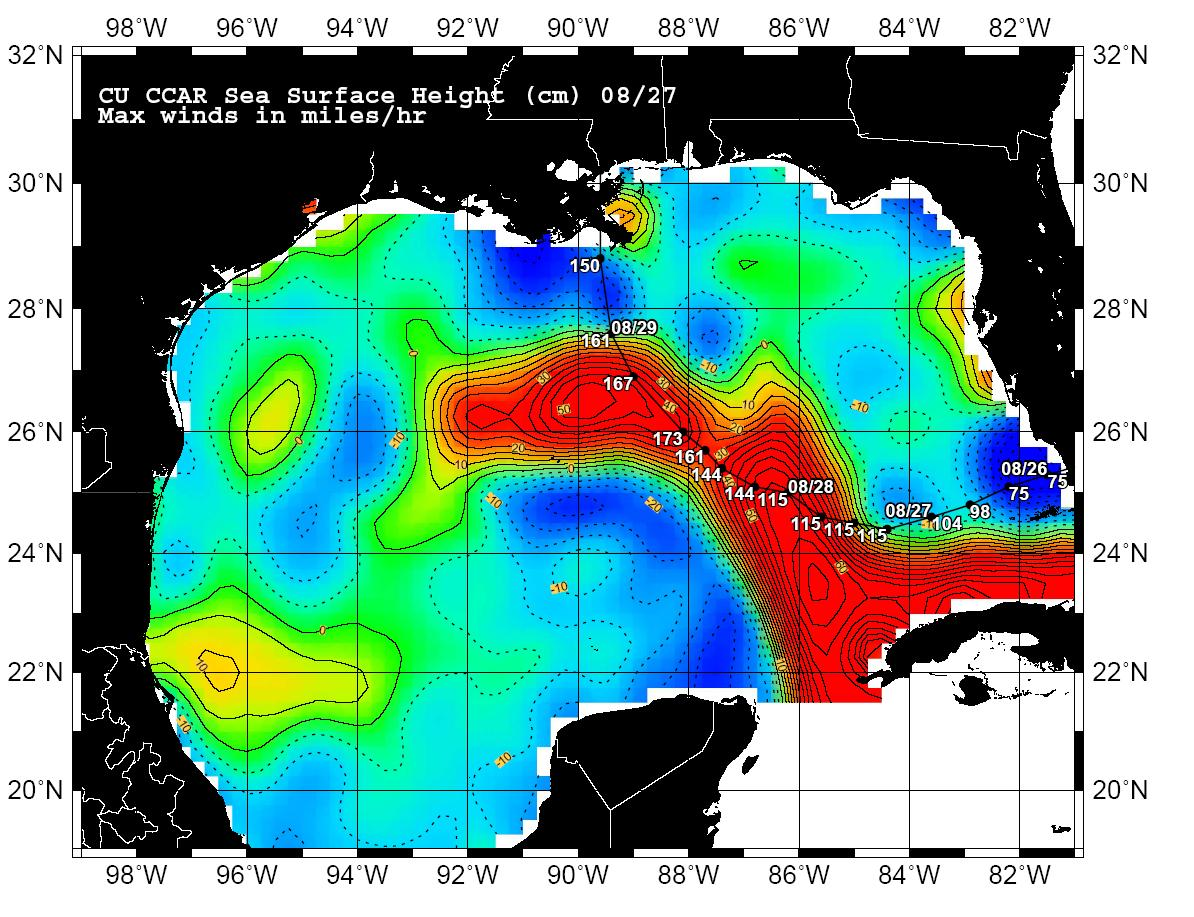
Hoogteverschillen van meer dan 50 centimeter tijdens Katrina. Deze hoogteverschillen veroorzaken een gradiëntstroom.

De loop current (letterlijk lusstroom) is een warme zeestroom in de Golf van Mexico. Deze stroom is het vervolg van de Yucatanstroom, de Caraïbenstroom nadat deze Straat Yucatan is gepasseerd. De loop current verlaat de Golf van Mexico als de Floridastroom via Straat Florida om daarna op te gaan in de Golfstroom. Doordat Straat Florida smal is, treden hier hoge stromen op en is er sprake van stuwing in de Golf van Mexico met een 19 centimeter hogere zeespiegel dan aan de oostzijde van Florida.
Het pad van de loop current kan zeer variëren. Normaal gesproken buigt de lus ergens halverwege de Golf van Mexico af richting Florida, maar soms kan deze tot vlak bij de kust van Louisiana komen. In andere gevallen buigt de stroom zich al snel na het passeren van Straat Yucatan richting Straat Florida. Dit is het geval als het noordgaande en het zuidgaande deel van de lus elkaar zo dicht naderen dat deze contact met elkaar maken. Het deel van de lus ten noorden van dit contactpunt scheidt zich dan af en vormt een ringstroom of eddy. Deze ringstroom met warme kern kan een omvang bereiken van 200-400 kilometer en een diepte van 1000 meter waarin de stroomsnelheid kan oplopen tot zo'n vier knopen. Deze stroomt met de klok mee en vormt daarmee een anticyclonale circulatie. De stromingen zijn te zien op verschillende soorten satellietbeelden. Zo kan het warmtebeeld inzicht geven in het verloop van de stroming, terwijl ook satelliet-altimetrie hieraan kan bijdragen doordat hiermee de hoogteverschillen kunnen worden gemeten die samenhangen met de gradiëntstroom. Zo werd er tijdens Katrina een zeehoogteafwijking (Sea Height Anomaly, SHA) van 50 tot 70 centimeter gemeten.
De ringstromen bewegen zich daarna veelal in westelijke richting naar de kust van Texas en kunnen zo tot meer dan een jaar in stand blijven. De loop current zal zich daarna weer verder strekken in de Golf van Mexico. Als dit laatste gebeurt terwijl de eddy nog onvoldoende westelijk is bewogen, kan deze zich weer aansluiten bij de loop current.
Aan de rand van de loop current en de eventuele eddy ontstaan ook ringstromen met een koude kern. Deze kleinere ringstromen gaan tegen de klok in, wat op het noordelijk halfrond betekent dat deze een cyclonale circulatie hebben. Ze worden dan ook wel koude of cyclonale ringstroom genoemd.